# 聯合國安全理事會第64號決議
聯合國安理會第64號決議是1948年12月28日在聯合國安全理事會第395次會議通過的。由於荷蘭政府並未按聯合國安理會63號決議的要求釋放印度尼西亞總統及其他政治犯，因此這項決議命令荷蘭立刻釋放上述囚犯，並於24小時內向安理會報告。
該決議在比利時、法國及英國的棄權下，以8票對0票通過。

## 外部連結
- 64號決議全文 （页面存档备份，存于）